# Актасты (Шуский район)
Актасты (каз. Ақтасты) — упразднённое село в Шуском районе Жамбылской области Казахстана. Входило в состав Дулатского сельского округа. Код КАТО — 316635200. Упразднено в 2019 г.
Расположено к западу от села Болтирик.

## Население
В 1999 году население села составляло 194 человека (102 мужчины и 92 женщины). По данным переписи 2009 года, в селе проживало 206 человек (115 мужчин и 91 женщина).